# Maria Viklund
Maria Viklund, född 23 april 1973, är en svensk sjuksköterska som blivit uppmärksammad för insatser inom produktion och distribution av film med kristen profil i Sverige.

## Biografi
Viklund är utbildad sjuksköterska men har även läst dramapedagogik och teaterstudier vid Göteborgs universitet. Hon har på olika sätt verkat för att på ett kreativt sätt nå fram med det kristna budskapet till barn och unga.
Sedan många år har hon varit engagerad i King's Kids, en organisation som erbjuder aktiviteter och kurser med kristen profil för familjer, tonåringar, föräldrar och ledare. Hon medverkade där bland annat under två somrar med teaterföreställningar med bibliska teman utanför Bohus fästning i Kungälv, något som ledde vidare till inspelning och produktion 2015 av den kristna barnfilmen Hjältar och hjälpare.
Sedan 2018 arbetar hon som projektledare vid Barfota Productions, ett produktions- och distributionsbolag inom film, teater, musik och events. Företaget har bland annat producerat fimen Barfota Rop (2023) där Viklund varit regissör. Företaget har 2023 stått som distributör i Sverige av filmen Jesus Revolution, som en kortare tid under hösten 2023 toppade biolistan i Sverige. På liknande sätt har Viklund och Barfota Productions bidragit med marknadsföring och distribution av musikalen A Journey to Bethlehem jultiden 2023 samt filmen The Chosen våren 2024.
Viklund mottog i november 2023 priset "Årets opinionsbildare" vid DagenGalan för bland annat hennes bidrag till att den kristna filmen Jesus revolution blivit en biosuccé i det sekulära Sverige och setts av cirka 42 000 människor.

## Filmografi
- 2023 - Barfota rop, producent och regissör